# Xã Collins, Quận Buffalo, Nebraska
Xã Collins (tiếng Anh: Collins Township) là một xã thuộc quận Buffalo, tiểu bang Nebraska, Hoa Kỳ. Năm 2010, dân số của xã này là 1.605 người.